# 阿贝尔-鲁菲尼定理
阿贝尔-鲁菲尼定理是代数学中的重要定理。它指出，五次及更高次的多项式方程没有一般的求根公式，即不是所有这样的方程都能由方程的系数经有限次四则运算和开方运算求根。这个定理以保罗·鲁菲尼和尼尔斯·阿贝尔命名。前者在1799年给出了一个不完整的证明，后者则在1824年给出了完整的证明。埃瓦里斯特·伽罗瓦创造了群论，独立地给出了更广泛地判定多项式方程是否拥有根式解的方法，并给出了定理的证明，但直到他死後的1846年才得以发表。

## 简介
阿贝尔-鲁菲尼定理并不是说明五次或更高次的多项式方程没有解。事实上代数基本定理说明任意非常数的多项式在复数域中都有根:50。然而代数基本定理并没有说明根的具体形式。通过数值方法可以计算多项式的根的近似值，但数学家也关心根的精确值，以及它们能否通过简单的方式用多项式的系数来表示。例如，任意给定二次方程{\displaystyle ax^{2}+bx+c=0\;(a\neq 0)}，它的两个解可以用方程的系数来表示：
{\displaystyle r_{1,2}={\frac {-b\pm {\sqrt {b^{2}-4ac}}}{2a}}}
这是一个仅用有理数和方程的系数，通过有限次四则运算和开平方得到的解的表达式，称为其代数解。三次方程、四次方程的根也可以使用类似的方式来表示。阿贝尔-鲁菲尼定理的结论是：任意给定一个五次或以上的多项式方程：{\displaystyle a_{n}x^{n}+a_{n-1}x^{n-1}+\cdots +a_{1}x+a_{0}=0\;(n\geqslant 5,\;a_{n}\neq 0)}，那么不存在一个通用的公式（求根公式），使用{\displaystyle a_{0},a_{1},\cdots ,a_{n}}和有理数通过有限次四则运算和开根号得到它的解。或者说，当n大于等于5时，存在n次多项式，它的根无法用自己的系数和有理数通过有限次四则运算和开根号得到:50。换一个角度说，存在这样的实数或复数，它满足某个五次或更高次的多项式方程，但不能写成任何由方程系数和有理数构成的代数式。这并不是说每一个五次或以上的多项式方程，都无法求得代数解。比如{\displaystyle x^{5}-2=0}的解就是{\displaystyle {\sqrt[{5}]{2}}}。:2-3
具体区分哪些多项式方程可以有代数解而哪些不能的方法由伽罗瓦给出，因此相关理论也被称为伽罗瓦理论。简单来说，某多项式方程有代数解，等价于说它对应的域扩张上的伽罗瓦群是一个可解群。对于一般的二次、三次和四次方程，它们对应的伽罗瓦群是二次、三次和四次对称群：{\displaystyle {\mathfrak {S}}_{2},{\mathfrak {S}}_{3},{\mathfrak {S}}_{4}}，它们都是可解群。但一般的五次方程对应的是五次对称群{\displaystyle {\mathfrak {S}}_{5}}，这是一个不可解群。当次数n大于等于5时，情况也是如此:439:213。

## 历史

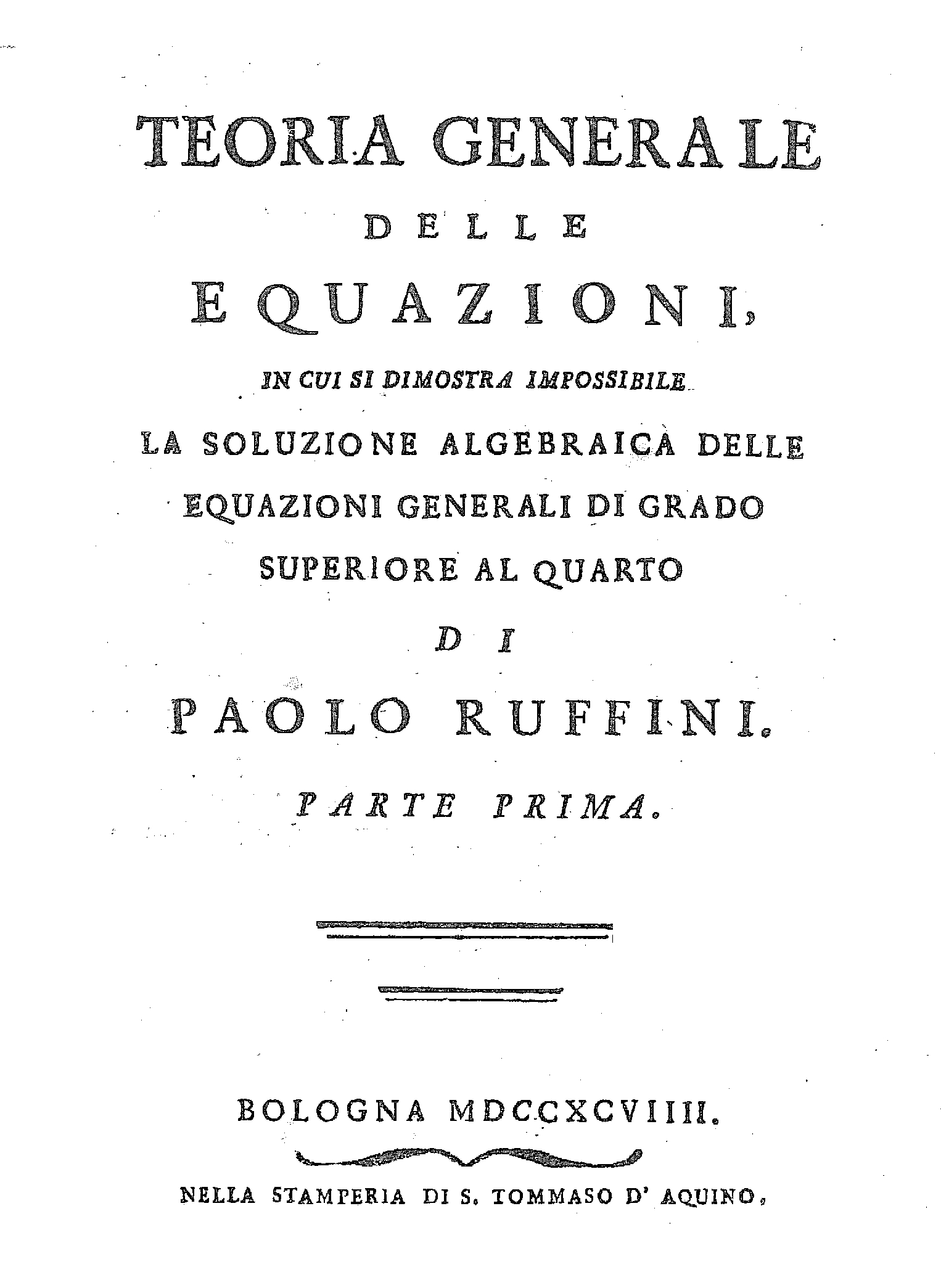
Paolo Ruffini, Teoria generale delle equazioni, 1799

多项式方程求解是古典代数学的基本问题之一。使用配方法解二次方程有悠久的历史。16世纪，意大利的塔塔利亚发现了三次方程的求根公式，但由学自塔塔利亚的卡尔达诺首先在《大术》中发表。卡尔达诺的学生费拉里则推演出了四次方程的求根公式:32-39。1770年，约瑟夫·拉格朗日开始将各种求根技巧进行整理，希望能够发展出更普遍的求根理论。拉格朗日首先研究了根之间的置换，提出了拉格朗日预解式（Lagrange resolvent）的概念。但他寻找五次或更高次多项式方程的求根公式的尝试终告失败:73-77。
1799年，意大利人保罗·鲁菲尼尝试证明五次或以上的多项式方程没有一般的求根公式，并给出了一个不完整的证明，这个证明冗长晦涩，超过五百页纸。在他的朋友皮耶罗·阿巴迪和另一位数学家马尔法迪的质疑和批评下，从1799年到1813年的14年间，鲁菲尼曾经发表过六个不同的版本。鲁菲尼的证明很大程度上受到了拉格朗日关于多项式方程的根之间的置换关系的启发，然而他证明的“高于四次的多项式方程没有一般的求根公式”这一结论让当时的数学家难以接受。鲁菲尼将自己的证明寄给拉格朗日，希望同为意大利人的後者能够认识到其重要性，但没有回音。这让鲁菲尼十分沮丧。拉格朗日对这个证明表现冷淡，但并非过眼即忘。他在很久後仍与人谈起这份证明并给予好评，但认为其中并未对某些假设给出证明:82-83。
另一方面，英国和法国的数学家对鲁菲尼的证明反映较好。英国皇家学会的数位会员在阅读了该证明後表示“颇为满意”。法国数学家奥古斯丁·柯西认识到了鲁菲尼文章的重要性，在1813年与1815年之间曾经给出过鲁菲尼文中结果的一些推广。鲁菲尼去世前六个月收到了柯西的回信，後者在信中表示：“您写的关于方程的一般解的论文，在我看来，是值得数学界关注的作品。以我判断，您已经完整证明了高于四次之方程不可解”，并告诉鲁菲尼他已经将这个结论应用在教学中:83。
不过，由于鲁菲尼的证明使用了新颖的根置换概念进行讨论，而且结论大胆，因此并没有在当时引起广泛的重视。另外，鲁菲尼的证明中确实缺漏了关键的一步的证明:83。
1824年，在鲁菲尼死后的第三年，19岁的挪威人尼尔斯·阿贝尔自费首次发表了自己关于五次及以上的多项式方程不可解的证明:88:50。由于匮乏资金，阿贝尔将证明压缩为六页。阿贝尔作出证明时并不知道鲁菲尼的工作。他的证明过程与鲁菲尼大体相似，但包括了鲁菲尼没有注意到的关键一步的证明:91。阿贝尔将此证明寄给德国大数学家高斯，然而後者以为是恶作剧，甚至没有拆封，也没有回应:95。1826年，阿贝尔得到挪威政府资助，带着更为完整的证明版本到柏林和巴黎游学，然而仍然没有受到重视:95-97。1828年，阿贝尔的工作开始被数学界认知，但已经回到挪威的阿贝尔对此几无所知。由于染上肺结核，阿贝尔在1829年4月6日去世:100-102。
鲁菲尼和阿贝尔的证明思路大致相同，以下只介绍阿贝尔的证明。其思路是使用反证法来证明五次或以上方程求根公式的不存在性，即反设存在这样的公式。假设有五次多项式方程，其根为五个不同的数。阿贝尔首先证明了，求根公式裡，各个根的表达式必然是如同：
{\displaystyle r=p+p_{1}R^{\frac {1}{5}}+p_{2}R^{\frac {2}{5}}+p_{3}R^{\frac {3}{5}}+p_{4}R^{\frac {4}{5}}}
的形式。其中的p、p1、p2等是由方程系数和有理数构成的有理式，R则是可以写成和r一样形式的代数式，依此循环，直到某个根式中只有由方程系数和有理数构成的有理式为止。接下来，阿贝尔证明了，所有类似r这样的表达式，都可以表达成方程的根构成的有理式。特别的，R1⁄5也可以表达为根的有理式。这一步结果也是鲁菲尼假设而未证明的:90-92。
其后的一步是证明的核心。阿贝尔使用柯西的思想，揭露了r作为根的有理式和系数的无理式之间的根本矛盾：如果r，作为由方程的五个根的有理式，在方程的根取遍120个可能置换时只有少于5个的取值，那么它的取值个数是1或者2，而不可能是3或4。这个结果在群论中可以用{\displaystyle {\mathfrak {S}}_{5}}的特性来解释。证明了这一点后，阿贝尔开始推出矛盾之处。首先，R1⁄5在所有置换下不可能只有一个值，否则方程只会有一个根，矛盾。其次，R1⁄5在所有置换下也不可能有5个或以上的取值，否则迭代之下，取值个数会升至120个，即方程有120个根，矛盾。而最后，对R1⁄5在所有置换下恰有两个取值的情况，阿贝尔构造了一个等式，其左侧在所有置换下取值有120个而右侧只有10个，同样导致矛盾。而如前已经证明取值不可能是3个或4个。这说明在任意情况下，求根公式都会导致矛盾，从而说明求根公式并不存在:92-94。
阿贝尔在给出了五次或以上多项式方程求根公式不存在的证明後，开始研究可以通过开方求解的某些特殊类型高次多项式方程。但阿贝尔的研究随着他病逝而中断:98-102。不过，在同一时期，法国的伽罗瓦运用深刻的洞察力，用更为抽象的方式，给出了“哪些多项式方程可以通过开方求解”的完整判别方法。伽罗瓦使用的是现今称为群论的代数工具，将根的置换集合作为群来考虑，将多项式方程可解转化为群的特性:144。伽罗瓦的结果在其生前并没有得到重视，在他去世後，才逐渐被数学界发现。

## 现代证明
伽罗瓦创造了群论来解决多项式方程可解判定性的问题。此後阿廷等人建立了环和域扩张的理论。现代伽罗瓦理论中，使用域扩张的伽罗瓦群理论来证明阿贝尔-鲁菲尼定理。
域扩张理论将多项式方程的求解过程转化为特定的域扩张来描述。给定特征为0的系数域K。设有以K中元素为系数的多项式P。将P的根添加到系数域K中，包含它们的“最小”的域称为P的分裂域，记为L:1。方程求解的过程，可以看作是“已知量”的集合从系数域K扩张到分裂域L的过程。另一方面，考察四则运算和开方所能生成的“新数量”。由于域对四则运算封闭，所以能够使得“已知量”增多的本质操作是开方运算。给定K中元素a，对a开m次方等价于将a的m个m次方根作为“已知量”添加到原来的域中，扩张为“更大”的域K'的过程。而多项式P可以用求根公式求解（以下简称可解），等价于说可以通过有限次地添加方根，将系数域K扩张为某个包含分裂域L的扩域。即:145-146:435:215：
{\displaystyle \exists F=F_{0}\subset F_{1}\subset \cdots \subset K_{n}}，P在Kn中分裂，且使得{\displaystyle \forall i=0,1,\cdots ,n-1,\;\,F_{i+1}=F_{i}(\zeta _{i})}.
而其中ζi是Fi中某个元素的方根：
{\displaystyle \forall i=0,1,\cdots ,n-1,\;\,\exists k_{i}\in \mathbb {N} ,\;k_{i}\geqslant 2}，使得{\displaystyle \zeta _{i}^{k_{i}}\in F_{i}.}
另一方面，考虑L中所有在K上平凡的自同构（称为K-自同构）:1。这些自同构不改变系数，只将P的根映射到另外一个根上，并且完全由它们在P的根上的变换情况决定，可以看作是仅仅针对根的置换。这些K-自同构构成一个群，称为域扩张L/K的伽罗瓦群或P在K上的伽罗瓦群:413。
通过一些技术处理，可以将可解多项式对应的域扩张“塔”{\displaystyle F_{0}\subset F_{1}\subset \cdots \subset K_{n}}加强为：{\displaystyle F_{0}\subset F_{1}}是添加单位根的伽罗瓦扩张，其后的每个扩张都是伽罗瓦扩张，且对应的伽罗瓦群是循环群。通过伽罗瓦理论基本定理，可以推出：P在K上可解，等价于说它在K上的伽罗瓦群包含一个一直递减到平凡子群的正规子群列，而且相邻的两个子群的商群是交换群。这样的群称为可解群:146-148。可以证明，如果某个群可解，那么其任一正规子群以及其对应的商群都可解:436。
给定K上一个一般的五次多项式，它在K上的伽罗瓦群是{\displaystyle {\mathfrak {S}}_{5}}:150，而{\displaystyle {\mathfrak {S}}_{5}}不是交换群，它唯一的非平凡正规子群只有n次交替群{\displaystyle {\mathfrak {A}}_{5}}。而{\displaystyle {\mathfrak {A}}_{5}}是单群，它的正规子群只有平凡子群。而这时候{\displaystyle {\mathfrak {A}}_{5}}对平凡子群的商群（即它自身）不是交换群。所以{\displaystyle {\mathfrak {S}}_{5}}不是可解群。因此一般的五次多项式方程不可解:436。
对于一般的更高次的多项式，使用类似的论证，可以从{\displaystyle {\mathfrak {A}}_{n}}（n大于5）是不交换单群的事实推出，一般的n次（n大于5）多项式方程不可解:439:213。